# 布勒迈索
布勒迈索（Burmeso）是印度尼西亚巴布亚省的一个城镇，是大曼伯拉莫县的行政中心。属于大曼伯拉莫县下属的中曼伯拉莫区（印尼语：Distrik Mamberamo Tengah）,位于曼伯拉莫河畔，福贾山脉北麓。2010年普查，中曼伯拉莫区共有3,158人。

## 资料来源
1. ↑  Biro Pusat Statistik, Jakarta, 2011.